# Pierre Hespérien
Pierre Hespérien est un pasteur protestant français né en Béarn vers 1575 et mort à Sainte-Foy-la-Grande vers 1646.

## Biographie
Fils d’un ministre du Béarn, Pierre Hespérien est nommé pasteur à Sainte-Foy en 1603.
Il est député, la même année, par la Basse-Guyenne au synode de Gap et successivement à l’assemblée politique de Jargeau en 1608, au synode de Vitré en 1617, à l’assemblée de Londres en 1619, à celle de La Rochelle en 1620.